# Тіра Данська (1880—1945)
Тіра Данська (дан. Thyra af Danmark), повне ім'я Тіра Луїза Кароліна Амалія Августа Єлизавета Данська (дан. Thyra Louise Caroline Amalia Augusta Elisabeth af Danmark), (нар. 14 березня 1880 — пом. 2 листопада 1945) — данська принцеса з династії Глюксбургів, донька короля Данії Фредеріка VIII та шведської принцеси Луїзи.

## Біографія
Народилася 14 березня 1880 року у Копенгагені шостою дитиною та третьою донькою в родині кронпринца Данії Фредеріка та його дружини Луїзи Шведської. Ім'я отримала на честь тітки з боку батька Тіри, одруженої з кронпринцом Ганноверу. Мала старших братів Крістіана, Карла та Гаральда й сестер Луїзу та Інгеборгу. Згодом народилися молодші діти — Густав та Дагмара. Данією в той час правив їхній дід Крістіан IX.

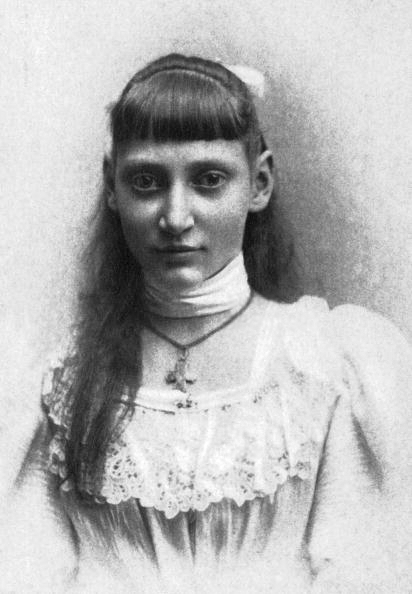
Тіра між 1895 та 1900 роками

Тіра проводила із родиною зиму в палаці Амалієнборг, на літо виїжджаючи до Шарлоттенлунду. Матір виховувала дітей суворо, але турботливо, намагалася прищепити їм почуття обов'язку.У 1896 році Тіра була подружкою нареченої на весіллі своєї сестри Луїзи.
У віці 21 року закохалася в молодого придворного хірурга Нільса Клаузена Ільсой. Коли про це стало відомо, Ільсой був негайно звільнений. Надалі він практикував як приватний лікар у Західній Ютландії. Він ніколи не брав шлюбу і, за повідомленнями його родини, до кінця життя на його столику біля ліжка стояла фотографія принцеси. Тіра також залишилася неодруженою.
На початку 1906 року її батько став королем Данії. Його правління тривало шість років і відзначалося лібералізмом та розвитком парламентаризму. У 1912 він раптово помер від серцевого нападу на вулиці. Королем Данії став старший брат Тіри, Крістіан. Інший брат, Карл, за запрошенням стортингу очолив Норвегію.
Тіру змальовували як доброзичливу та розуміючу жінку. Її дім на вулиці Амалії поблизу Амалієнборгу, де вона мешкала разом із братом Густавом, був улюбленим місцем зустрічей її братів, сестер та інших родичів. В офіційнійному придворному життя принцеса не відігравала важливої ролі. Із Густавом, який також не одружився та страждав на надмірну вагу, вони часто навідували Карла у Норвегії. 
Густав помер у жовтні 1944 року. Тіра пережила його на рік та пішла з життя 2 листопада 1945, невдовзі після закінчення Другої світової війни. Її поховали у крипті Роскілльського собору поруч із Густавом.
Одну зі своїх коштовностей, сапфірову тіару, вона заповіла племінниці Кароліні-Матильді.

## Нагороди
Великий хрест ордену Святої Катерини (Російська імперія), (15 березня 1910).

## Титул
14 березня 1880—2 листопада 1945 — Її Королівська Високість Принцеса Тіра Данська.